# Squash Bowels
A Squash Bowels lengyel goregrind együttes. 1994-ben alakultak meg Bialystok-ban.

## Tagok
- Artur "Paluch" Grassmann - basszusgitár, ének
- Dariusz Plaszewski - dob (2017–)
- Daniel Wojtowocz - gitár, ének (2017–)

## Korábbi tagok
- Michal Ochocinski - basszusgitár
- Mariusz Miernik - dob
- Krzysztof Saran - dob
- Psychoradek - dob
- Rogal - dob, ének
- Mark Olek - dob, ének
- Andrzej Pakos - gitár
- Pierscien - gitár
- Lucas - gitár
- Lechu - gitár
- Zbych - gitár, ének
- Hubert Lipowski - ének
- Ciapek - ének
- Mariosh - ének

## Diszkográfia
- Fürgott (demó, 1994)
- Live 1995 (koncertalbum, 1995)
- Dead?! (demó, 1995)
- Death Live (split lemez, 1995)
- Necrophallus / Squash Bowels (split lemez, 1995)
- International Devastation (demó, 1996)
- Promo '96 (1996)
- Something Nice (EP, 1996)
- Grinding Machines Compilation EP No. 2 (split lemez, 1997)
- Split Tape 1997
- Eat the Flesh...and Vomica / Dreams Come True...in Death (split lemez, 1997)
- Grind Your Head / Disgorge (split lemez, 1998)
- Regulation.../Veni, Vidi, Spunky (split lemez, 1999)
- Slaughtering Voices from Bialystok - A Tribute to Serial Killers (split lemez, 1999)
- Wo-man?! / Morbid Jesus (split lemez, 1999)
- Tnyribal (album, 1999)
- Bizarre Vinyls (split lemez, 2000)
- Resected Excoriated Cavity / Tested Creatures (split lemez, 2002)
- The Mass Rotting - The Mass Sickening (album, 2002)
- Vulture Ritual / Untitled (split lemez, 2003)
- For Dead God - International Devastation (válogatáslemez, 2003)
- Flesh Grinder / Harsh Extreme (split lemez, 2004)
- No Mercy (album, 2004)
- Love Songs (demó, 2005)
- Love Songs (album, 2005)
- Neurons (EP, 2006)
- Squash Bowels vs. Neuropathia (split lemez, 2007)
- 7 Inch Audio Terror (válogatáslemez, 2007)
- Grindvirus (kislemez, 2009)
- First Time at Maggot Sessions (split lemez, 2009)
- Grindvirus (album, 2009)
- Grindcoholism (album, 2013)
- Old Grindfathers and Their Grind (split lemez, 2013)
- Grindvirus Syndrome - Live at OEF 2011 (videóalbum, 2015)